# Mortal Engines
Mortal Engines és una pel·lícula d'aventura post-apocalíptica dirigida per Christian Rivers i escrita per Fran Walsh, Philippa Boyens i Peter Jackson, basada en la novel·la homònima de Philip Reeve. És una co-producció nord-americana-neozelandesa, i està ambientada en un món post-apocalíptic, steampunk, en el qual ciutats senceres han estat posades sobre rodes i han estat motoritzades, caçant-se unes a les altres. És protagonitzada per Hugo Weaving, Hera Hilmar, Robert Sheehan, Jihae, Ronan Raftery, Leila George, Patrick Malahide i Stephen Lang.
La pel·lícula va ser estrenada en cinemes en format Real D 3D, IMAX i IMAX 3D el 14 de desembre de 2018. Ha estat subtitulada al català.

## Sinopsi
Milers d'anys després que el món fos destruït en un esdeveniment sinistre, la civilització ha adaptat a una nova manera de viure. Ciutats mòbils gegants ara vaguen per la Terra, perseguint i devorant pobles més petits per obtenir recursos. Tom Natsworthy (Robert Sheehan), un ciutadà de classe baixa de la ciutat de Londres, es trobarà a si mateix barallant per sobreviure després de trobar-se amb la fugitiva Hester Shaw (Hera Hilmar). Els oposats ara junts, han de formar una inusual aliança que podria canviar el futur.

## Repartiment
- Hugo Weaving com Thaddeus Valentine, Cap del Gremi d'Historiadors i el pare de Katherine Valentine[5]
- Hera Hilmar com Hester Shaw, una assassina i fugitiva[6]
- Robert Sheehan com Tom Natsworthy, un aprenent d'historiador de Londres de classe baixa expulsat de la ciutat[7]
- Stephen Lang com Shrike, un antic guerrer cyborg no-mort[8]
- Jihae com Anna Fang, una pilot i líder de la resistència[8]
- Ronan Raftery com Bevis Pod, un jove aprenent d'enginyer[7]
- Leila George com Katherine Valentine, filla de Thaddeus Valentine i part de l'Elit de Londres[8]
- Patrick Malahide com Magnus Crome, alcalde de Londres[9]

Addicionalment, Colin Salmon i Regé-Jean Page interpreten a Chudleigh Pomeroy i al capità Khora. Mark Hadlow interpreta a Orme Wreyland; Sophie Cox a Clytie Potts; Aaron Jackson a Gench; Stephen Ure a Pewsey; Kee Chan al governador Kwan; i Mark Mitchinson a Vambrace.

## Producció
Al desembre de 2009, el cineasta neozelandès Peter Jackson va reportar que havia començat a desenvolupar una pel·lícula basada en la novel·la de Philip Reeve, Mortal Engines. El 24 d'octubre de 2016, va començar la producció de la pel·lícula, sent dirigida per Christian Rivers, marcant el seu debut com a director. El guió va ser escrit per Peter Jackson, Fran Walsh i Philippa Boyens, mentre que Mitjana Rights Capital i Universal Pictures finançarien la pel·lícula. El rodatge començaria al març de 2017 a Nova Zelanda. Els productors: Zane Weiner i Amanda Walker, els qui van treballar en El hòbbit, estarien al capdavant de l'equip de NZ, mentre que Deborah Forte ho faria en EUA.
Al febrer de 2017, Robert Sheehan va ser contractat per al rol del protagonista i Ronan Raftery per a un paper secundari, mentre que Hera Hilmar va ser contractada com la protagonista. El març de 2017, van ser anunciats més membres del repartiment, incloent a Stephen Lang, Jihae i Leila George. Hugo Weaving, Patrick Malahide, Colin Salmon, i Regé-Jean Page es van unir a l'abril de 2017. A Richard Armitage se li va oferir un paper, però ho va rebutjar a causa de conflictes d'agenda.
El rodatge va començar a l'abril de 2017, amb preses a Stone Street Studios a Wellington, Nova Zelanda, i va ser completat al juliol de 2017.
La banda sonora de la pel·lícula està a càrrec del disc-jockey neerlandès Junkie XL.

## Llançament
Mortal Engines va ser estrenada el 14 de desembre de 2018 i distribuïda per Universal Pictures.

## Recepció
Mortal Engines ha rebut ressenyes mixtes a negatives de part de la crítica i mixtes a positives de part de l'audiència. En el lloc web especialitzat Rotten Tomatoes, la pel·lícula posseeix una aprovació de 27 %, basada en 126 ressenyes, amb una qualificació de 5.0/10 i amb un consens crític que diu:"Mortal Engines no manca d'efectes especials cridaners, però manca de suficient combustible narratiu d'alt octanatge per donar a aquesta fantasia futurista suficient combustió cinemàtica." De part de l'audiència té una aprovació de 59 %, basada en 1187 vots, amb una qualificació de 3.4/5.
El lloc web Metacritic li ha donat a la pel·lícula una puntuació de 45 de 100, basada en 28 ressenyes, indicant "ressenyes mixtes". Les audiències enquestades per CinemaScore li han donat a la pel·lícula una "B-" en una escala de A+ a F, mentre que al lloc IMDb els usuaris li han donat una qualificació de 6.5/10, sobre la base de 9416 vots. A la pàgina FilmAffinity la cinta té una qualificació de 5.1/10, basada en 662 vots.